# Laophonte inopiata
Laophonte inopiata är en kräftdjursart som beskrevs av T. Scott 1892. Laophonte inopiata ingår i släktet Laophonte, och familjen Laophontidae. Arten är reproducerande i Sverige.